# Muhammad Umran
Muhammad Umran (arab. ‏محمد عمران‎, ur. 1922 w Al-Mucharram, zm. 4 marca 1972 w Bejrucie) – syryjski wojskowy i polityk, jeden z przywódców zamachu stanu w Syrii w 1963.

## Życiorys
Pochodził z rodziny drobnego posiadacza, alawity z rodu Chajjatinów. Zawodowy wojskowy; walczył w armii syryjskiej podczas I wojny izraelsko-arabskiej. Zaangażował się w politykę na przełomie lat 40. i 50. XX wieku, gdy armia syryjska stała się podstawową siłą w syryjskim życiu politycznym. Należał do partii Baas, do którego wprowadził go Akram al-Haurani. Odegrał drugoplanową rolę w wystąpieniach przeciwko dyktaturze Adiba asz-Sziszaklego w 1954.
Wziął udział w tworzeniu Komitetu Wojskowego Partii Baas, utworzonego w Kairze przed 1961 przez grupę syryjskich oficerów skierowanych do służby w Egipcie po powstaniu Zjednoczonej Republiki Arabskiej. Poza nim w Komitecie znaleźli się Salah Dżadid, Hafiz al-Asad, Ahmad al-Mir oraz Abd al-Karim al-Dżundi, również alawici lub ismailici. Umran, który w momencie powstania komitetu był najwyższy stopniem (był podpułkownikiem), jak również najstarszy, w początkowym okresie istnienia tajnej organizacji przewodził jej. Celem komitetu była początkowo jedynie odbudowa partii Baas (zdelegalizowanej po zawarciu egipsko-syryjskiej unii) przy równoczesnym zachowaniu związku Egiptu z Syrią, z czasem także obalenie panującego w Syrii porządku i wzmocnienie pozycji alawitów.

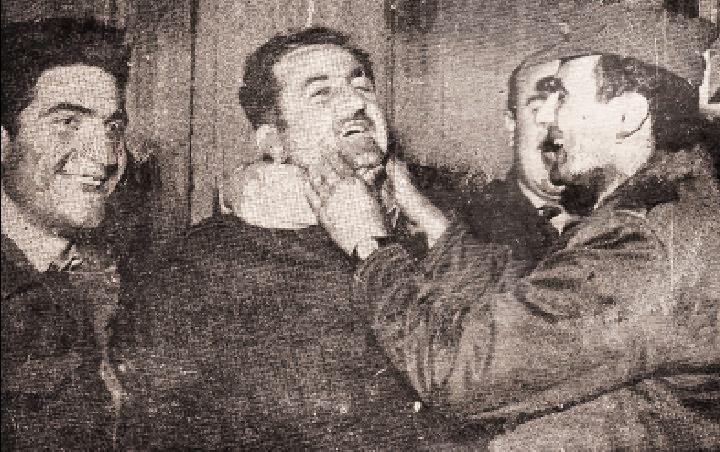
Salim Hatum, Muhammad Umran i Salah Dżadid świętują sukces zamachu stanu 8 marca 1963

We wrześniu 1961 zamach stanu Abd al-Karima an-Nahlawiego doprowadził do upadku unii egipsko-syryjskiej. Po ponad roku niestabilności politycznej 8 marca 1963 cywilni i wojskowi działacze partii Baas przeprowadzili kolejny przewrót, po którym partia zdobyła pełnię władzy. Członkowie Komitetu Wojskowego, dzięki protekcji gen. Amina al-Hafiza, zajęli wysokie stanowiska w armii. Muhammad Umran, który osobiście brał udział w przewrocie początkowo został dowódcą 5 brygady armii syryjskiej, a następnie objął dowództwo 70 brygady, stacjonującej w garnizonie Katana k. Damaszku i przez to kluczowej dla zachowania przez partię Baas władzy. Został również wicepremierem w rządzie Salah ad-Dina al-Bitara.
Po stłumieniu powstania naserystów w Damaszku w czerwcu 1963 i powstaniu Narodowej Rady Dowództwa Rewolucyjnego, kierowanej przez gen. al-Hafiza, Umran został jej członkiem. Był już wówczas zdecydowanym przeciwnikiem Gamala Abdel Nasera i jego polityki. Stanowisko wicepremiera zachował także po rezygnacji al-Bitara i utworzeniu gabinetu gen. al-Hafiza. W tym momencie władza w Syrii była już wyłącznie w rękach wojskowych należących do partii Baas.
Mniej radykalny w poglądach niż al-Asad, a przede wszystkim Dżadid, Umran stopniowo popadał w konflikt z dawnymi towarzyszami z Komitetu Wojskowego. W kwietniu 1964 sprzeciwił się tłumieniu powstania w Hamie. Poszukując poparcia cywilnych działaczy partii przeciwko Dżadidowi i Asadowi, ujawnił twórcy i pierwszemu przywódcy partii Baas Michelowi Aflakowi szczegóły funkcjonowania komitetu wojskowego od momentu jego powstania. Krok ten doprowadził do usunięcia go z piastowanych stanowisk - Aflak nie był w stanie obronić go przed potężniejszymi wojskowymi działaczami partii. Został skierowany do Hiszpanii jako ambasador. Ostatecznie odsunięty od władzy po zamachu stanu w 1966 przeprowadzonym przez Dżadida i al-Asada, znalazł się w więzieniu Mazza. Został zwolniony w czasie wojny sześciodniowej. Zbiegł do Libanu; planował powrót do syryjskiego życia politycznego. W 1972 został zamordowany w Trypolisie, najprawdopodobniej przez agenta syryjskich służb specjalnych (pełnia władzy w kraju należała już wówczas do Hafiza al-Asada).